# Skogsfetknopp
Skogsfetknopp (Sedum ternatum) är en fetbladsväxtart som beskrevs av André Michaux. Skogsfetknoppen ingår i Fetknoppssläktet som ingår i familjen fetbladsväxter. Inga underarter finns listade i Catalogue of Life.

## Bildgalleri

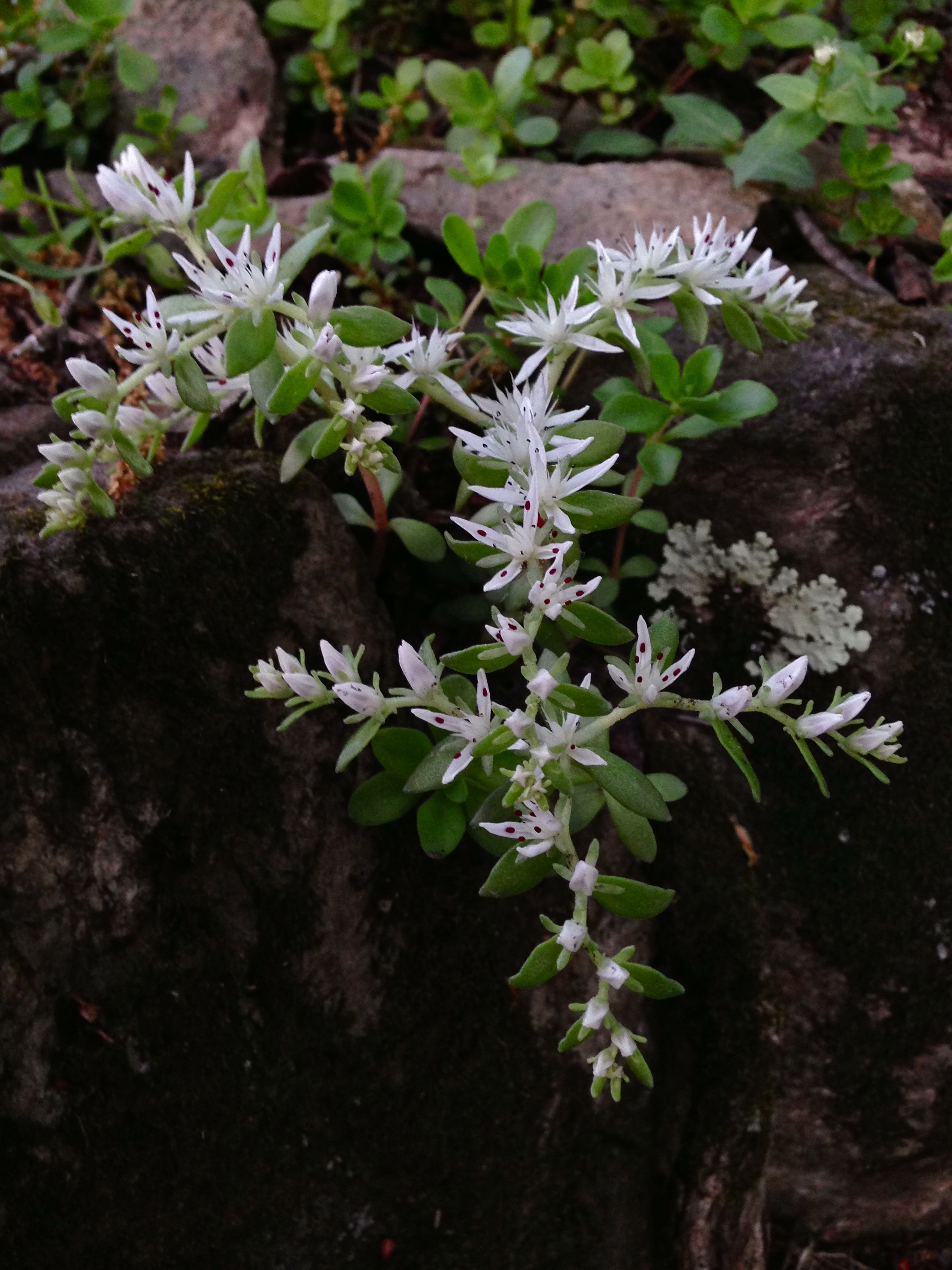
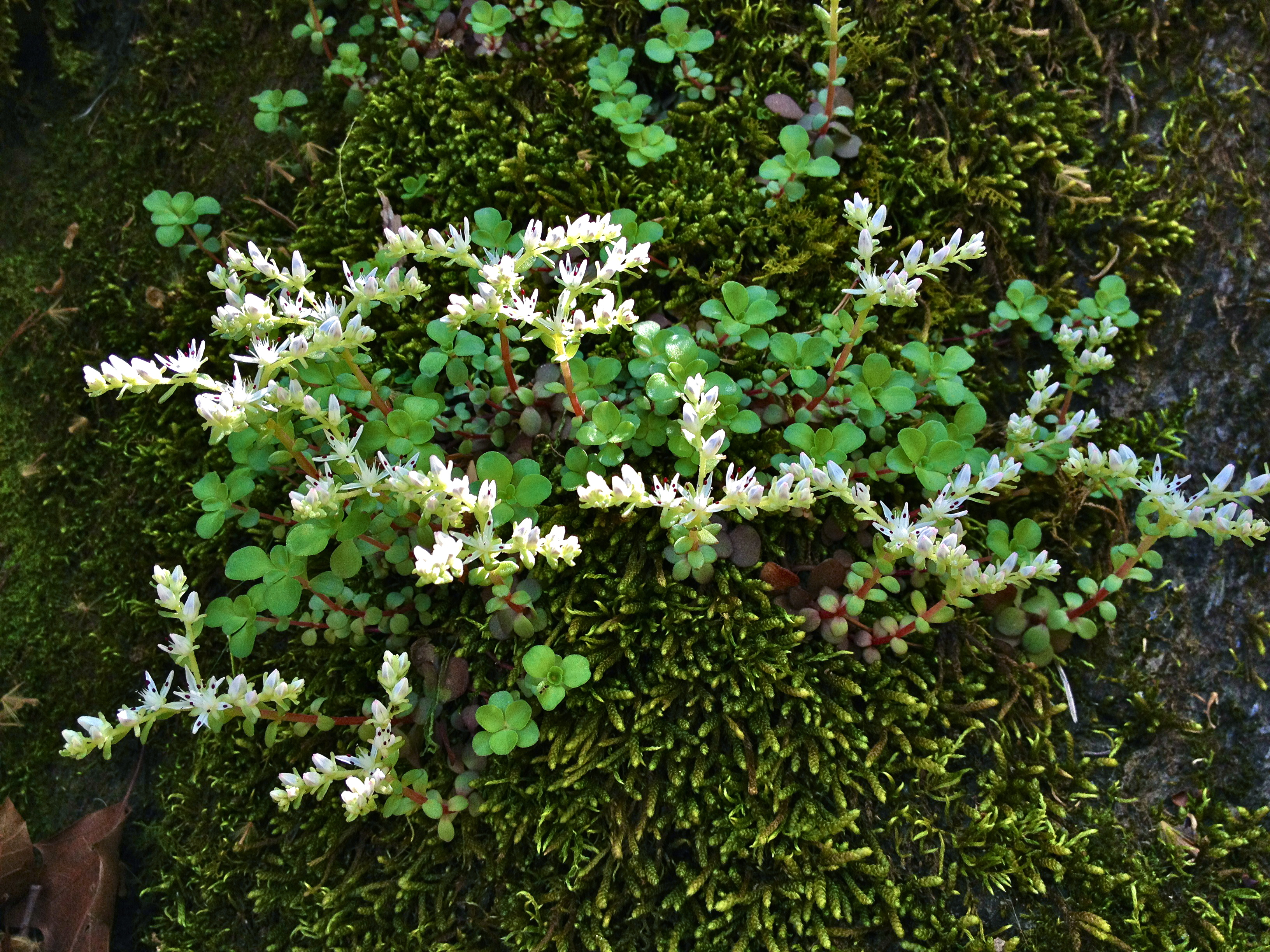
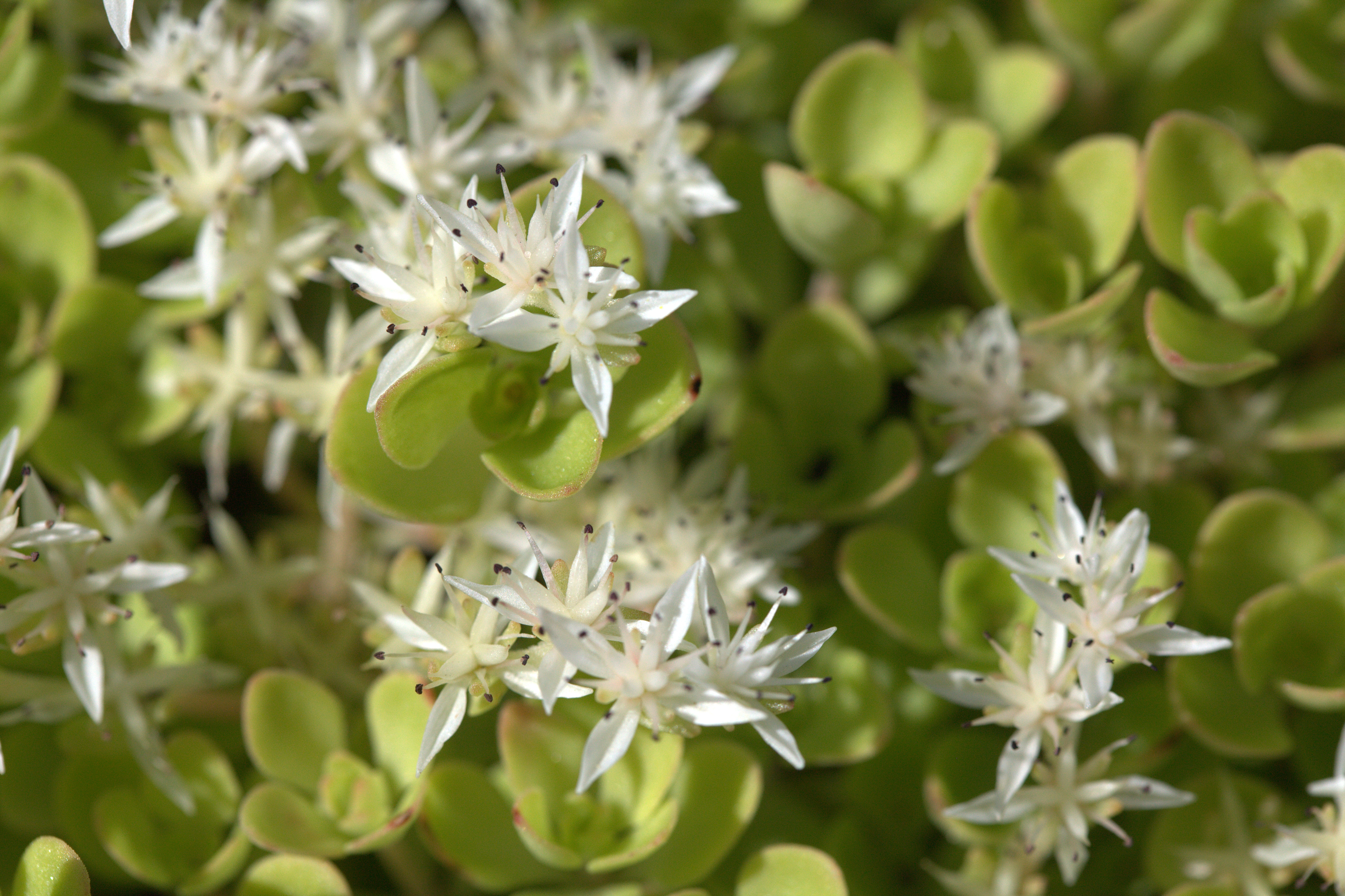
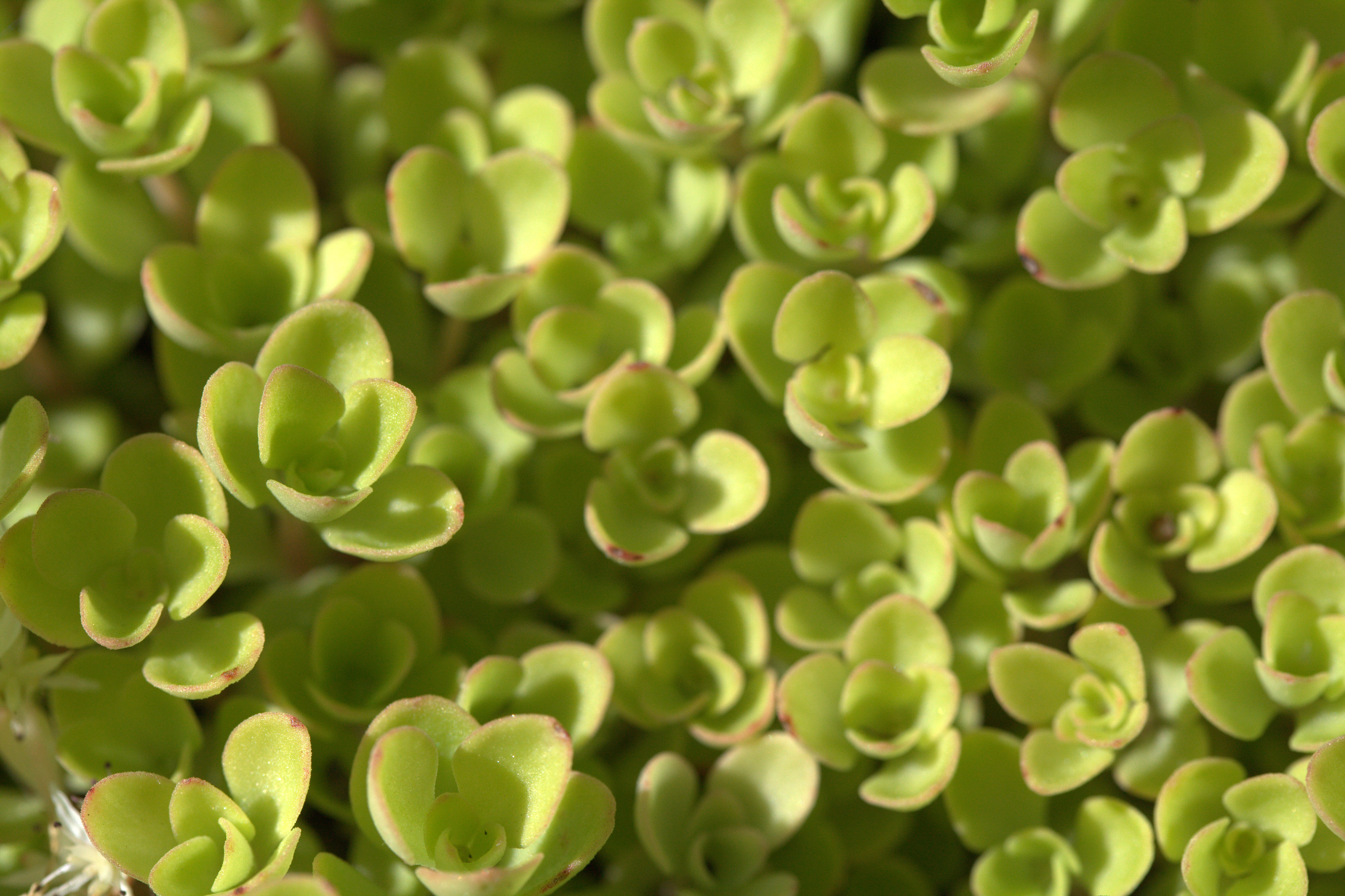
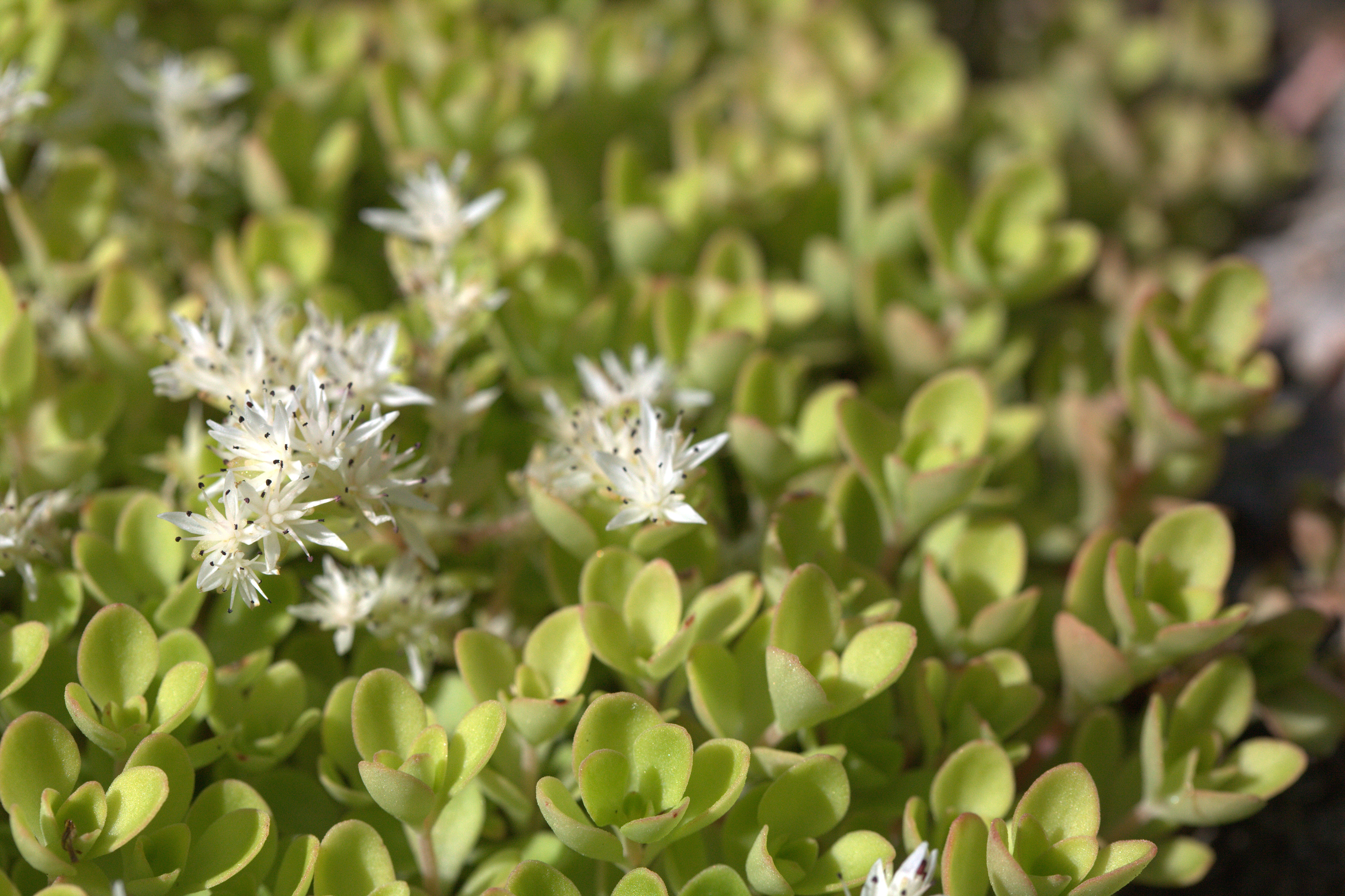